# David Goldbaum
David Goldbaum Valenzuela (México, 28 de junio de 1859 - San Diego, 6 de marzo de 1930) fue un agrimensor, político y escritor mexicano. Se desempeñó como alcalde de Ensenada de 1927 a 1930 y examinó gran parte del territorio de Baja California.

## Primeros años
David Goldbaum nació en 1858 en la costa de México. Su padre Luis Goldbaum fue un judío polaco originario de la ciudad de Breslavia que emigró a México como pionero y su madre Librada Valenzuela Grijalva, una mexicana originaria de Arizpe, Sonora. Su tío paterno, Marcus Goldbaum, era un colono nacido en Alemania que habiendo llegado al Territorio de Arizona intentó negociar con los nativos americanos para liberar a sus cautivos en 1866-1870 y luego fue asesinado por los Apaches en 1886. Su primo, Julius Goldbaum, vendía tabaco, vino y queso a través de Julius Goldbaum, Inc. en Arizona; también poseía participaciones mineras en Arizona.
Goldbaum fue secuestrado con varios escolares cuando era niño y liberado después de que su padre pagara un rescate. Poco después, fue enviado a educarse en San Francisco en los Estados Unidos. Se graduó de la Escuela de Minas de Colorado en Golden, Colorado donde estudió Mineralogía.

## Carrera
Goldbaum se desempeñó como topógrafo de gran parte de Baja California, incluida Ensenada, donde se estableció. También se desempeñó como Director del Museo Regional en Ensenada. Luego se desempeñó como alcalde de la ciudad entre 1927 y 1930.
Exploró gran parte de Baja California, donde poseía participaciones mineras. Escribió "La colonia Charles Pacheco", un ensayo de catorce páginas, en 1917. Un año después, en 1918, escribió, "tribus indígenas del distrito norte, Baja California, México", un ensayo de veintitrés páginas. Ese mismo año, escribió "Ciudades y pueblos de Baja California en 1918".
Goldbaum coescribió "Towns of Baja California: A 1918 Report". Fue redescubierto por Ellen C. Barrett en 1954 y traducido al inglés por William O. Hendricks de la Sherman Foundation. En una revisión académica de 1972 escrita por el Dr. W. Michael Mathes, profesor asociado de historia en la Universidad de San Francisco, para The Journal of San Diego History, Mathes sugirió que era "bastante breve", con "un introducción bien escrita y extensas notas históricas sobre cada asentamiento".
En 1930, poco antes de su muerte, escribió "Baja California, su historia, recursos, posibilidades y oportunidades: Pesca, Caza y Puntos de Interés".
Según la Agencia Telegráfica Judía, era "amigo personal" de los presidentes Porfirio Díaz, Plutarco Elías Calles y Emilio Portes Gil.

## Vida personal
En 1881 contrajo matrimonio con Carmen Padilla, originaria de Mazatlán, Sinaloa. Tuvo 6 hijos: Enrique, David, Federico, Rodolfo, Minerva y Luis.
Falleció el 6 de marzo de 1930 en San Diego. Sus hijos, Federico y Rodolfo, fallecieron a causa de la fiebre amarilla.

## Legado
El crassinella goldbaumi, un molusco que se encuentra principalmente en Baja California, fue nombrado así en su honor.